# Osi Umenyiora
Ositadimma "Osi" Umenyiora (16 de novembro de 1981, Londres) é um ex jogador de futebol americano que atuava como defensive end na National Football League.
Umenyiora é um de três jogadores britânicos a ganhar um Super Bowl, que conquistou com o New York Giants se juntando a Scott McCready e ao kicker Lawrence Tynes, que foi seu companheiro de equipa nos tempos em que jogou em Nova Iorque. Ao todo, na sua carreira, ele conquistou dois títulos da NFL. Entre 2013 e 2014 ele jogou pelo Atlanta Falcons.
Ele é casado com a angolana Leila Lopes desde julho 2015.